# Simulación de telas
La simulación de telas es el término utilizado para simular las telas dentro de un programa de computadora, usualmente en el contexto de gráficos 3D por computadora. Las principales aproximaciones usadas para esto pueden ser clasificadas en tres tipos básicos: geométricas, físicas, y de partícula/energía.

## Marco teórico
La mayoría de los modelos de telas están basados en "partículas" de masa conectadas juntas en cierta forma como una malla. La mecánica newtoniana es usada para modelar cada partícula a través del uso de una "caja negra" conocida como motor físico. Esto envuelve el uso de la ley básica del movimiento (Segunda ley de Newton):
{\displaystyle {\vec {F}}=m{\vec {a}}}
En todos estos modelos, la meta es encontrar la posición y la forma de una pieza de tela utilizando esta ecuación básica y muchos otros métodos.

## Métodos geométricos
Weil fue el pionero de esto, la técnica geométrica, en 1986. Su trabajo se enfocó en aproximar la apariencia de una tela tratándola como una colección de cables y utilizando curvas catenarias usando el coseno hiperbólico. Debido a esto, no es adecuado para modelos dinámicos pero trabaja muy bien para aplicaciones estacionarias o de un solo marco. Esta técnica crea una forma subyacente de únicos puntos; entonces, hace un análisis a través de cada conjunto de tres de estos puntos y mapea una curva catenaria al conjunto. Entonces toma el más bajo de cada superposición de conjunto y lo usa para el renderizado.

## Métodos físicos
La segunda técnica trata a la tela como un arreglo de malla de partículas conectadas entre sí mediante cuerdas. Mientras que la aproximación geométrica no tomaba en cuenta el inherente entramado de un material tejido, este modelo físico toma en cuenta la fuerza (tensión), la rigidez, y el peso:
{\displaystyle E(Particula_{i,j})=k_{s}E_{s,i,j}+k_{b}E_{b,i,j}+k_{g}E_{g,i,j}}
- Los términos "s" son la elasticidad (por la Ley de Hooke).
- Los términos "b" son la flexión.
- Los términos "g" son la gravedad (véase Intensidad del campo gravitatorio).

Ahora se aplica el principio básico del equilibrio mecánico en el cual todos los cuerpos buscan alcanzar la energía más baje, mediante el diferenciar esta ecuación para encontrar el mínimo de energía.

## Métodos de partícula/energía

Ejemplo de simulación de una tela.

El último método es más complejo que los primeros dos. La técnica de la partícula lleva la técnica física de (f) un paso más adelante y supone que se tiene una red de partículas interactuando directamente. Eso es decir, que en vez de cuerdas, se usan las interacciones de energía de las partículas para determinar la forma de la tela. Por esto se usa una ecuación de energía que añade lo siguiente:
{\displaystyle U_{Total}=U_{Repulsion}+U_{Estiramiento}+U_{Flexion}+U_{Enrejado}+U_{Gravedad}}
- La energía de repulsión es un elemento artificial añadido para prevenir a la tela interaccionar con sí misma.
- La energía de estiramiento es gobernada por la Ley de Hooke como con el método físico.
- La energía de flexión describe la rigidez del tejido.
- La energía de enrejado describe el corte de la tela (distorsión dentro del plano del tejido).
- La energía de gravedad está basada en la aceleración debida a la gravedad.

Se pueden añadir también términos de energía aportados por cualquier fuente a esta ecuación, entonces derivarla y encontrar el mínimo, que generaliza el modelo. Esto permite modelar el comportamiento de una tela bajo cualquier circunstancia, y debido a que se está tratando a la tela como una colección de partículas su comportamiento puede ser descrito con la dinámica provista por este motor físico.